# Austrolebias gymnoventris
Austrolebias gymnoventris är en fiskart som först beskrevs av Amato, 1986.  Austrolebias gymnoventris ingår i släktet Austrolebias och familjen Rivulidae. Inga underarter finns listade.